# More than That
Singles de Backstreet Boys
The Call
(2000) Drowning
(2001)
Clip vidéo
[vidéo] « More than That », sur YouTube
More than That est une chanson du boys band américain Backstreet Boys extraite de leur quatrième album studio, intitulé Black & Blue et sorti (aux États-Unis) le 21 novembre 2000.
Quelques mois après la sortie de l'album, la chanson a été publiée en single. C'était le troisième et dernier single tiré de cet album, après Shape of My Heart et The Call.
La chanson a débuté à la 68e place du Hot 100 du magazine américain Billboard pour la semaine du 26 mai 2001 et atteint la 27e place dans la semaine du 30 juin.
Au Royaume-Uni, la chanson a débuté à la 8e place du hit-parade des singles pour la semaine du 1er au 7 juillet 2001. Elle a également atteint le top 30 dans plusieurs autres pays, y compris l'Allemagne, l'Autriche, la Suisse, les Pays-Bas, la Belgique francophone, la Suède, l'Italie, l'Australie et la Nouvelle-Zélande.